# Chuck Lamb
Dead Body Guy (6 april 1958 - North Carolina, Verenigde Staten) is een pseudoniem van Chuck Lamb; een Amerikaans acteur en komiek.
Hij werd bekend dankzij zijn website www.deadbodyguy.com die al ongeveer 35 miljoen internationale bezoekers heeft gehad. Door de populariteit van de site kreeg hij veel media-aandacht. Zo heeft hij met artikels gestaan in The New York Times en de Aktueel en kwam hij op veel talkshows en nieuwsprogramma's van CBS, NBC, CNN en BBC. Verder speelde hij een rolletje in de sitcom 'What I Like About You' met Amanda Bynes.

## Filmografie
- 2007: Krampus[2]
- 2007: Book of the Dead[3]
- 2007: Stiffs
- 2008: Winning home Poker[4]
- 2009: Thankskilling[5]
- 2009: Horrorween[6]
- 2008: Kentucky Horror Show[7]